# Giv'at Avni
Giv'at Avni (hebrejsky גִּבְעַת אַבְנִי, doslova „Avniho kopec“, anglicky Giv'at Avni) je vesnice typu společná osada (jišuv kehilati) v Izraeli, v Severním distriktu, v Oblastní radě Dolní Galilea.

## Geografie
Leží v oblasti s intenzivním zemědělstvím, v nadmořské výšce 279 metrů na planinách v Dolní Galileji, nedaleko místa, kde se tyto planiny začínají prudce svažovat k východu, ke břehům Galilejského jezera. K jihovýchodu se zároveň začíná terén svažovat do údolí Bik'at Javne'el okolo vodního toku Nachal Javne'el, kam z blízkosti vesnice přitékají vádí Nachal Šovav a Nachal Akav. Na severu jsou planiny okolo vesnice ukončeny vrcholem Har Nimra. Západním směrem začíná údolí Bik'at Tur'an.
Obec se nachází cca 10 kilometrů západně od centra města Tiberias, cca 100 kilometrů severovýchodně od centra Tel Avivu a cca 42 kilometrů východně od centra Haify. Giv'at Avni obývají Židé, přičemž osídlení v tomto regionu je zcela židovské. Oblasti, které obývají izraelští Arabové ale začínají jen cca 5 kilometrů západním a severozápadním směrem (aglomerace Nazaretu a arabská sídla v údolí Bejt Netofa). Zhruba 5 kilometry jižně od Giv'at Avni leží také město Kafr Kama, které obývají izraelští Čerkesové.
Giv'at Avni je na dopravní síť napojen pomocí dálnicí číslo 77, jež spojuje aglomeraci Haify s Galilejským jezerem. Při ní se východně od obce rozkládá velká průmyslová zóna Dolní Galilea.

## Dějiny
Giv'at Avni byl založen v roce 1991. Šlo o plánovitě zřízené nové sídlo nezemědělského typu, které mělo nabídnout nové bytové kapacity v aglomeraci Tiberiasu. Myšlenka na výstavbu tohoto sídla, které by sloužilo pro usídlení mladé generace rodáků z vesnic v zdejším regionu, se objevila v 80. letech 20. století. Pracovní název zamýšlené obce zněl Giv'at Lubija (גבעת לוביה). V roce 1986 vládní výbor pro pojmenování (Names Committee) doporučil název Giv'at Avni. Obec je pojmenována podle Šloma Avniho (שלמה אבני), který byl úředníkem ministerstva pro bydlení a výstavbu a osobně se angažoval v přípravě založení osady v této lokalitě.
Výstavba začala roku 1990. Nová obec byla navržena pro výhledovou kapacitu 600 rodin. Do počátku 21. století byla provedena výstavba tří etap a k roku 2003 zde žilo již 450 rodin.
V obci fungují zařízení předškolní péče a základní škola, jež slouží i dětem z okolních vesnic. Dále je tu plavecký bazén, sportovní areály, supermarket a synagoga. Většina obyvatel za prací dojíždí. Velká část z populace pracuje pro Izraelské obranné síly.
Do války za nezávislost v roce 1948 se cca 1 kilometr západně od nynějšího Giv'at Avni rozkládala arabská vesnice Lubija. Křižáci ji označovali ve středověku jako Lubia. V obci fungovala základní škola. Roku 1931 měla 1850 obyvatel a 405 domů. Během války byla tato oblast ovládnuta židovskými silami a arabské obyvatelstvo bylo vysídleno.

## Demografie
Obyvatelstvo Giv'at Avni je sekulární. Zhruba 10 % populace ale je nábožensky orientované. Podle údajů z roku 2014 tvořili naprostou většinu obyvatel v Giv'at Avni Židé (včetně statistické kategorie "ostatní", která zahrnuje nearabské obyvatele židovského původu ale bez formální příslušnosti k židovskému náboženství).
Jde o menší sídlo rezidenčního předměstského typu s populací, která po počátečním výrazném růstu začala okolo roku 2005 stagnovat. K 31. prosinci 2014 zde žilo 2096 lidí. Během roku 2014 populace klesla o 0,8 %.
| Rok            | 1995  | 2001  | 2003  | 2004  | 2005  | 2006  | 2007  | 2008  | 2009  | 2010  | 2011  | 2012  | 2013  | 2014  |
| -------------- | ----- | ----- | ----- | ----- | ----- | ----- | ----- | ----- | ----- | ----- | ----- | ----- | ----- | ----- |
| Počet obyvatel | 1 119 | 1 840 | 1 951 | 2 010 | 2 087 | 2 144 | 2 224 | 2 307 | 2 049 | 2 056 | 2 091 | 2 124 | 2 113 | 2 096 |